# Парера (Кротоне)
Парера је насеље у Италији у округу Кротоне, региону Калабрија.
Према процени из 2011. у насељу је живело 54 становника. Насеље се налази на надморској висини од 34 м.